# Gang Green
Gang Green est un groupe américain de punk hardcore, originaire de Braintree (Massachusetts).

## Histoire
La première formation du groupe en 1980 comprend Chris Doherty, Mike Dean et Bill Manley, 15 ans, qui apportent sept morceaux à la compilation This Is Boston, Not L.A. en 1982, et un morceau à la suite, l'EP Unsafe at Any Speed, quelques mois plus tard. Le groupe, avec son attitude skate et alcool, ne correspond pas au climat straight edge de Boston, principalement dominé par des groupes comme SS Decontrol.
À la mi-1983, le groupe se dissout, car le chanteur Chris Doherty avait déjà rejoint le groupe Jerry's Kids pour leur album Is This My World?. En 1985, Gang Green sort le 45 tours Sold Out chez Taang! Records. Tous les morceaux enregistrés par la première formation de Gang Green sont ensuite publiés sur le CD Preschool, sorti par Taang! Records.
Fin 1984, Chris Doherty réapparaît avec une toute nouvelle formation de Gang Green composée d'anciens membres de D.A.M.M. (Drunks Against Mad Mothers), The Freeze et Smegma And The Nunz. Chuck Stilphen (guitare), Glen Stilphen (basse, chant) et Walter Gustafson (batterie). Cette deuxième formation est la plus célèbre au niveau national puisqu'elle est à la fois la première à tourner et celle qui enregistré les chansons Alcohol et Skate to Hell. Cette formation de Gang Green sort le LP Another Wasted Night chez Taang! Records en 1986. Ce line-up de Doherty, Stilphen, Stilphen et Gustafson existe de novembre 1984 à novembre 1985 avant que Gustafson ne quitte pour poursuivre The Outlets. Les frères forment Mallet Head and Scratch. Glen joue dans The Northern Skulls avec Jonah Jenkins, Johnny Mullin et Michael Lefebvre.
En 1986, le groupe remporte le WBCN Rock 'n' Roll Rumble, trophée d'une radio de Boston diffusant un rock conventionnel.
La chanson Alcohol (C. Stilphen / C. Doherty) est reprise par un certain nombre de groupes. La chanson est à l'origine un instrumental intitulé The Drinking Song. Tankard, un groupe de thrash metal allemand, présente la chanson sur l'album Chemical Invasion. Elle est reprise par Impaled Nazarene, un groupe de black metal finlandais, sur leur EP Motörpenis sorti en 1996. Le groupe de punk rock de Boston Dropkick Murphys reprend la chanson sur le 45 tours Back to the Hub et la compilation live, Live on St. Patrick's Day from Boston, MA. Hate Police de Tesco Vee avec Keith Campbell et Tommy « Dog » Cohen, sort sa reprise sur un 45 tours chez Sympathy For The Record Industry. The Meatmen la présente sur l'album Pope on a Rope, et aussi par No Fun at All sur l'album EP's Going Steady. Metallica joué la chanson en concert. Alcohol fait partie la bande originale du film Jackass 3 sorti en 2010.
En 1987, lorsque Gang Green signe chez Roadrunner Records, le style musical du groupe s'oriente vers le heavy metal et le personnel du groupe change complètement après le départ des frères Stilphen fin 1986. Cette incarnation de Gang Green consiste en Doherty, Fritz Erickson (guitare), Joe Gittleman (basse) et l'ancien batteur des Jerry's Kids Brian Betzger. En 1989, Gittleman est renvoyé par Doherty et remplacé par Josh Pappe, ancien membre de Dirty Rotten Imbeciles. Gittleman revient avec The Mighty Mighty Bosstones.
Après une tournée aux États-Unis avec Social Distortion en 1990, Gang Green connaît quelques remaniements supplémentaires avant d'être abandonné par Roadrunner Records et, après une dernière tournée d'adieu en novembre et décembre 1991, de faire une pause pendant plusieurs années au cours desquelles Doherty fonde les groupes Klover et Hamerd.
En 1996, Chris Doherty, Chuck Stilphen, Glen Stilphen et Walter Gustafson se réunissent pour jouer cinq dates sur la côte Est, notamment au The Rathskeller et au CBGB. Plus tard en 1996, Gang Green refait surface avec Walter Gustafson de retour à la batterie, ainsi que les nouveaux venus Mike Earls (guitare, chant) et Matt Sandonato (basse, chant). Ils signent à nouveau avec Taang! Records et en 1997 sort Back & Gacked (EP) et Another Case of Brewtality. Ces disques voient le groupe revenir à ses racines punk et même évoluer dans une direction pop. Gang Green fait de nombreuses tournées en Europe et aux États-Unis en 1997 et 1998. Doherty déménage de Boston à Cincinnati peu de temps après et, au début des années 2000, Gang Green ne joue qu'une ou deux fois par an à Boston et à New York.
En 2005, Doherty et une nouvelle formation de Gang Green sont la première partie de la tournée le long de la côte ouest des Dropkick Murphys lors de leur tournée américaine.
Début 2007, le groupe fait une tournée à travers la Floride et la côte est des États-Unis avec des groupes tels que Lucky Scars avant de partir pour une tournée européenne au printemps 2007 qui comprend des dates britanniques et irlandaises. Les dates irlandaises sont filmées pour un DVD par Lewis Smithingham.
En 2013, Doherty s'associe aux vétérans de la musique de Cincinnati Chris Donelly, Sean Boyle et Dale Kishbaugh.
Le 31 octobre 2018, Doherty subit un accident vasculaire cérébral majeur qui affecte à la fois son cœur et son cerveau et le laisse paralysé du côté gauche. Il doit faire des séances de physiothérapie et de réadaptation.

## Source de la traduction
- (en) Cet article est partiellement ou en totalité issu de l’article de Wikipédia en anglais intitulé « Gang Green » (voir la liste des auteurs).